# Asparagus pygmaeus
Asparagus pygmaeus — вид рослин із родини холодкових (Asparagaceae).

## Середовище проживання
Ареал: Японія.